# Chałupy welcome to
Chałupy welcome to - polska piosenka skomponowana przez Ryszarda Poznakowskiego do słów Grażyny Orlińskiej w 1985 roku. Miała być muzycznym żartem, a stała się wielkim przebojem sławiącym miejscowość Chałupy, która, dzięki teledyskowi, od tej pory była kojarzona z plażą nudystów.
Pierwszym wykonawcą utworu był Zbigniew Wodecki. 
Piosenka trafiła na listy przebojów zajmując m.in. pierwsze miejsce w Telewizyjnej Liście Przebojów w notowaniu lipcowo-sierpniowym i wrześniowym w 1985 roku.